# Alphonse Angelin
Pour les articles homonymes, voir Angelin.
Alphonse Angelin (Aix-en-Provence, 30 octobre 1815 - id., 20 janvier 1907) est un peintre français. 

## Biographie
Il obtient une médaille d'or au salon de 1840 pour sa toile L'Ecce Homo, mais il apparaît deux autres fois sur le livret : en 1842 pour les Prisonniers arabes de la Sikkak à Marseille et en 1847 pour Le Sacrement du mariage.
Angelin est un peintre exposé dans plusieurs édifices religieux, comme la cathédrale Saint-Sauveur ou l'église du Saint-Esprit, à Aix-en-Provence. Formé en même temps que Jean-François Millet par le maître Paul Delaroche, on remarque dans sa peinture d'histoire une nette influence de Pierre-Henri de Valenciennes (1750-1819), marquée par le souci de restituer une nature idéalisée.
Il fait partie du groupe des peintres aixois vivant à Paris, comme François Vincent Latil ou Emmanuel Massé. C'est pourtant à Aix-en-Provence qu'il meurt, le 20 janvier 1907, après être revenu dans sa ville natale vers 1860 et abandonné la peinture.

## Œuvres

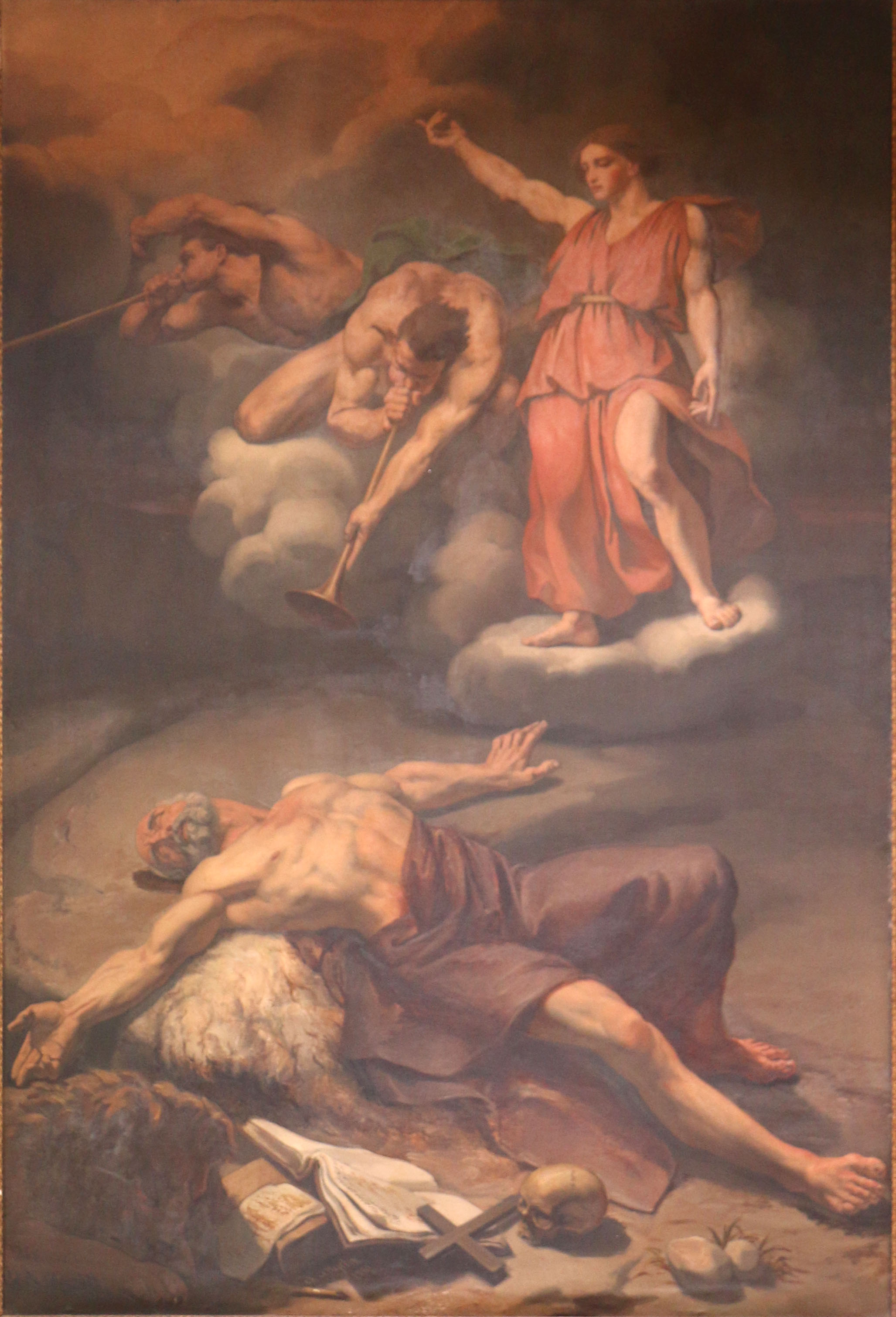
Mort de saint Jérôme
Église du Saint-Esprit d'Aix-en-Provence

- La vision de saint Jérôme ou Mort de saint Jérôme, église du Saint-Esprit, Aix-en-Provence.
- Le Sacrement du mariage, cathédrale Saint-Sauveur, Aix-en-Provence.
- Mme Latil, musée de Versailles.
- Bailli de Suffren, id.
- Ladislas Berchery, id.
- J.-F. Chastenet Puységur, id.
- Jeune voyageur dépouillé et assassiné, musée de Toulouse.
- Scène de naufrage, id.

Franck Baille (1981) cite aussi d'autres œuvres dont Angelin est l'auteur :
- Portrait de M. le comte de L. P..
- Portrait de M. M.
- Rêverie.
- Joueur de violoncelle.
- Cuirassier.
- Aurore.